# Trogon de Ward
Harpactes wardi
Espèce
Statut de conservation UICN

 NT  : Quasi menacé
Le Trogon de Ward (Harpactes wardi) est une espèce d'oiseaux de la famille des Trogonidae.
Son nom commémore l'explorateur et botaniste britannique Frank Kingdon-Ward (1885-1958).

Il est réparti de manière disparate dans les régions montagneuses à travers l'est de l'Himalaya au Bhoutan, dans le nord-est de l'Inde, au sud-ouest de la Chine et dans le nord-ouest du Vietnam (Tonkin). Il vit dans les forêts et les bambouseraies. Il se nourrit de gros insectes (papillons de nuit, sauterelles, phasmes...) ainsi que de fruits, baies et grosses graines. C'est un oiseau qui vit seul ou en couple. Le mâle est gris teinté de marron avec des taches rouges ; la femelle est brun olive avec des taches jaunes.

Trogon de Ward mâle et femelle
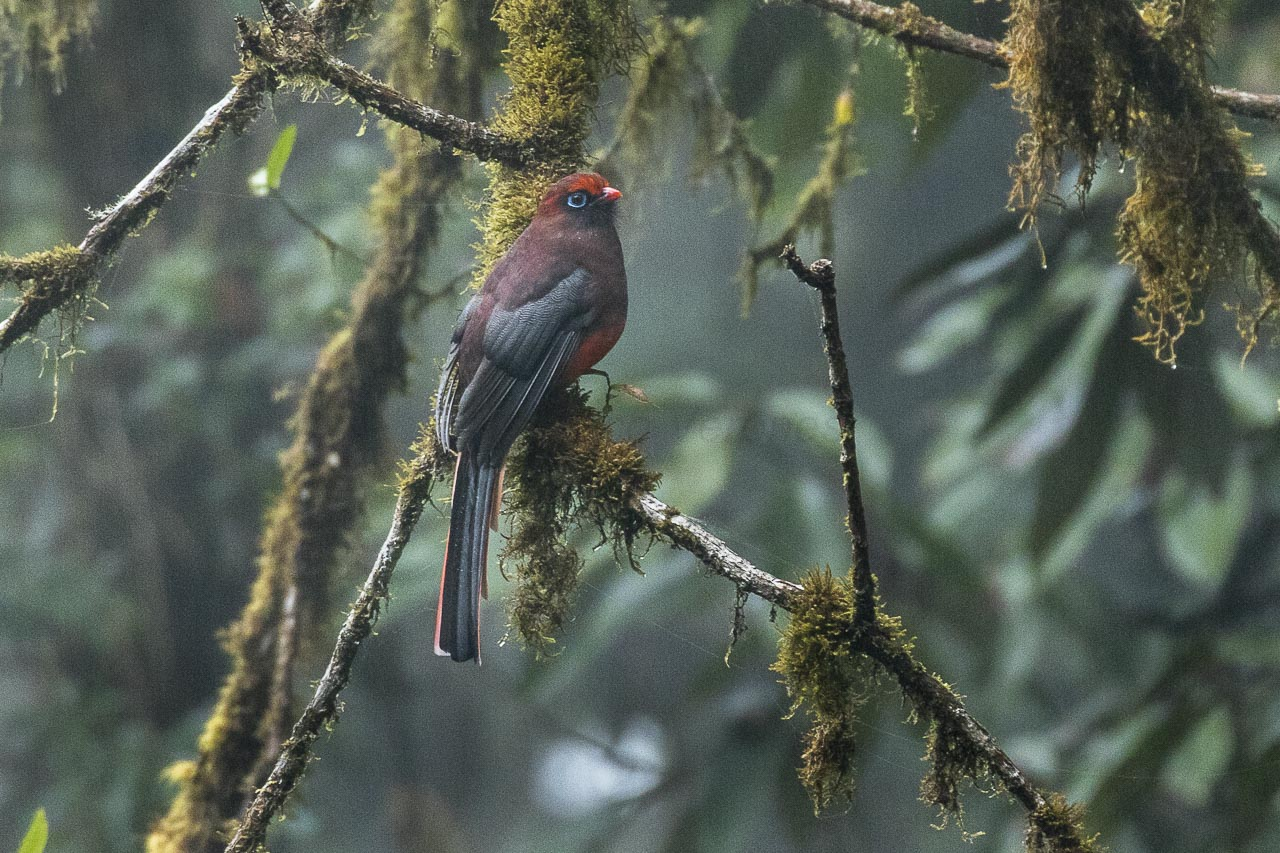
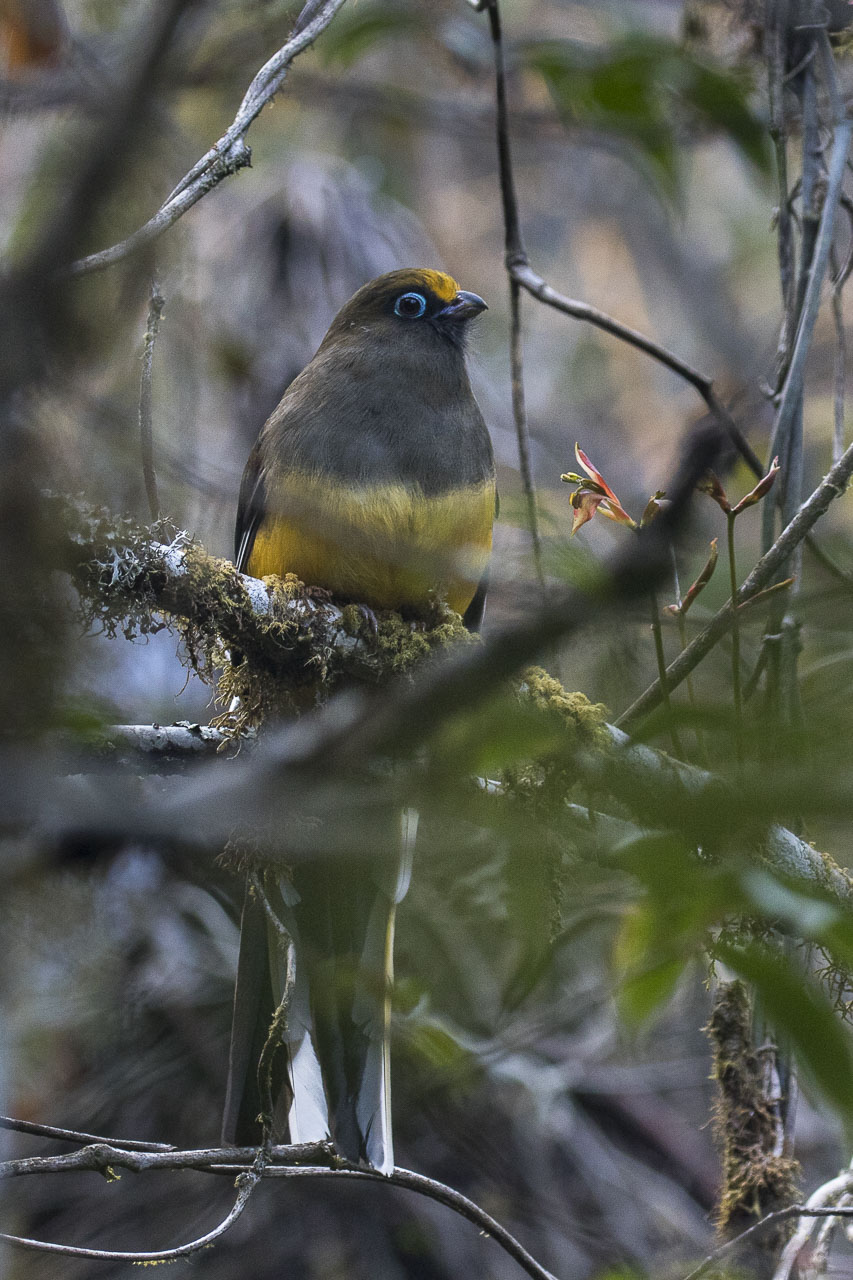